# Ioan Suciu
 (mai 2025).
Si vous disposez d'ouvrages ou d'articles de référence ou si vous connaissez des sites web de qualité traitant du thème abordé ici, merci de compléter l'article en donnant les références utiles à sa vérifiabilité et en les liant à la section « Notes et références ».
Ioan Suciu, né le 4 décembre 1907 à Blaj et mort le 27 juin 1953 à Sighet, était un évêque gréco-catholique roumain. Emprisonné sous le régime communiste pour être resté fidèle au pape, il mourut en prison des suites des mauvais traitements qu'on lui infligea. Reconnu martyr par l'Église catholique, il a été proclamé bienheureux le 2 juin 2019.

## Biographie
Né en 1907 à Blaj, il fut ordonné prêtre en 1931 et nommé, en 1940, évêque auxiliaire d’Oradea-Mare et évêque titulaire de Moglaena (de) puis administrateur apostolique du siège de Blaj. Surnommé « l’apôtre des jeunes », il eut une intense activité pastorale et sportive avec les Roms qui vivaient dans les périphéries de Blaj.
Après l’arrivée des communistes au pouvoir et l’interdiction de l’Église gréco-catholique en 1948, Mgr Suciu commença à donner une série de sermons, au cours desquelles il fit valoir l’impossibilité d’un accord avec le communisme.
Arrêté le 27 octobre 1948, il subit de durs interrogatoires pendant dix-sept mois. Il suivit le même parcours que six autres évêques gréco-catholiques roumains. Il mourut de faim à la prison de Sighetu Marmației dans la nuit du 27 juin 1953, entouré par ses confrères. Il fut enterré au cimetière des pauvres et sa tombe n’a jamais pu être identifiée.

## Béatification
La cause pour la béatification et la canonisation de Ioan Suciu et de 6 autres évêques débute le 28 janvier 1997, à Alba Iulia. L'enquête diocésaine récoltant les témoignages sur leur vie et les conditions de leur mort se clôture le 18 février 2011, puis envoyée à Rome pour y être étudiée par la Congrégation pour les causes des saints.
Après le rapport positif des différentes commissions sur la sainteté et le martyre de Ioan Suciu et des 6 autres évêques, le pape François procède, le 19 mars 2019, à la reconnaissance de leur mort en haine de la foi, les déclarant ainsi martyrs et signe le décret permettant leur béatification.
Ioan Suciu et les 6 autres évêques martyrs seront proclamés bienheureux au cours d'une Divine Liturgie, célébrée sur le Champ de la Liberté à Blaj par le pape François, le 2 juin 2019, au cours de son voyage apostolique en Roumanie. 60 000 personnes y ont participé.
Leur mémoire liturgique est fixée au 2 juin.